# Mont Sâla
Le mont Sâla est un sommet du massif du Jura, situé dans le canton de Vaud en Suisse. Il culmine à 1 511 mètres d'altitude.

## Toponymie
Deux hypothèses sont évoquées sur l'origine du nom Sâla. La première évoque une origine latine du mot sella pour siège. La seconde, définit sal comme l'origine. Il s'agit d'une variante de kal qui évoque le rocher ou la pierre.

## Géographie

### Situation
Le mont Sâla est situé au nord de Saint-Cergue et d'Arzier-Le Muids et à l'ouest de Longirod. Les vallées du Jura sont axées sud-ouest nord-est, parallèles au Plateau suisse. Le mont Sâla est situé sur une ligne de crêtes attenante au plateau. Sur son versant sud les eaux coulent dans l'arc lémanique, sur son versant nord dans l'Orbe.

### Topographie
Le mont Sâla domine au nord-nord-ouest la combe du Couchant de plus de 50 m. Son flanc sud-est est très raide, avec la présence de plusieurs petites falaises, plongeant dans la forêt des Pralets, située à 150-200 m en contrebas. Après les Pralets, se trouve la combe de la Valouse, située à plus de 250 m plus bas que le sommet. À l'ouest-sud-ouest, le mont Sâla est dominé par le mont Pelé (1 534 m) et Le Noirmont (1 567 m) ; de l'autre côté de la combe du Couchant, à plus de 500 m au nord, les crêts dépassent localement les 1 500 m d'altitude.

### Panorama

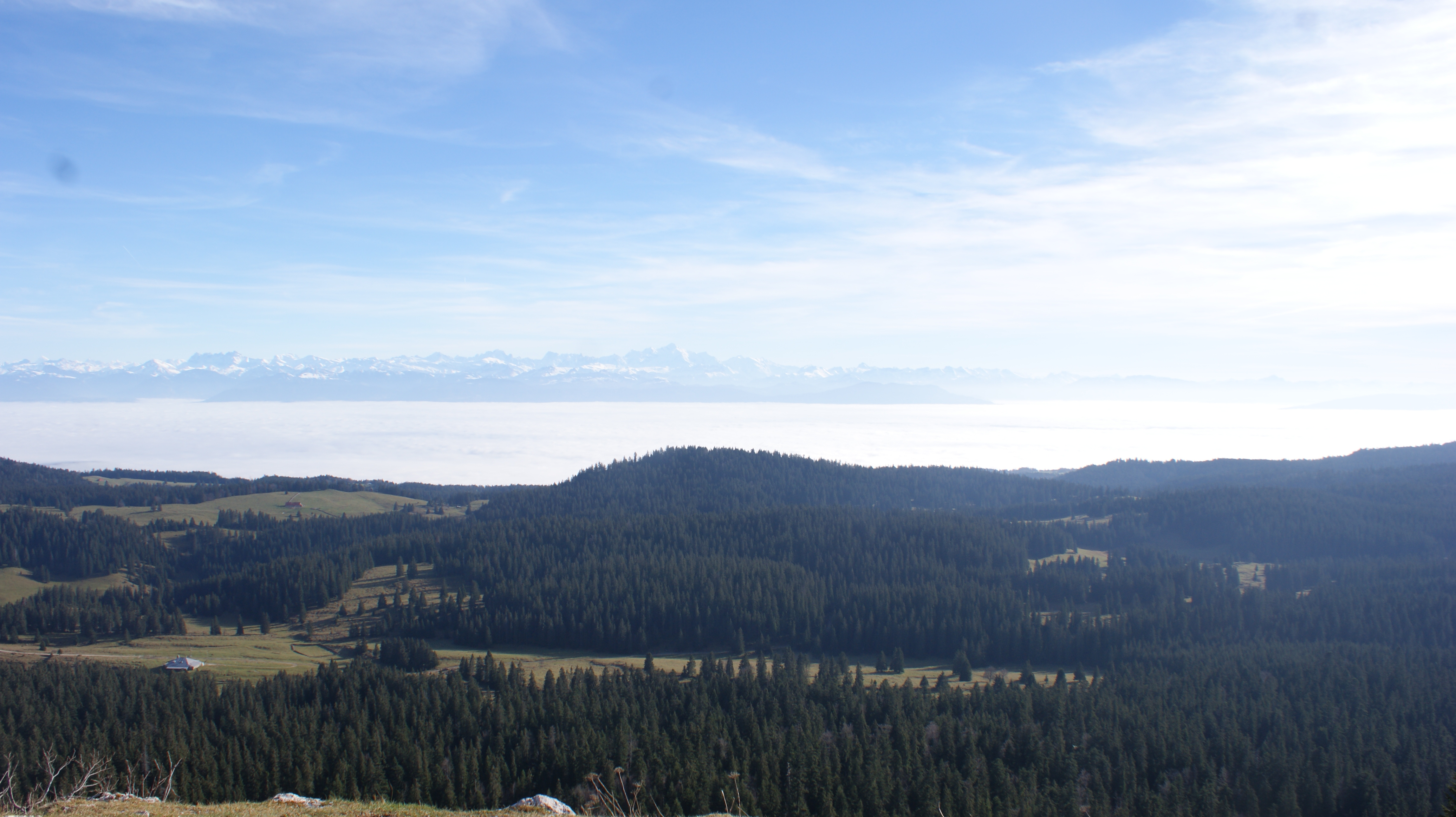
Vue panoramique au sommet du mont Sâla.

Le mont Sâla offre une vue sur une bonne partie de l'ensemble anticlinal du mont Tendre, ainsi que sur la Dôle, le lac Léman et les Alpes,.

### Géologie
Le mont Sâla est un crêt situé à la bordure sud-est de la combe axiale du principal anticlinal de la structure plissée du mont Tendre.